# Eleanor Holm
Eleanor Holm, född 6 december 1913 i Brooklyn i New York, död 31 januari 2004 i Miami, Florida, var en amerikansk simmare och mångsysslare.
Holm blev olympisk mästare på 100 meter ryggsim vid sommarspelen 1932 i Los Angeles.
På vägen till de olympiska sommarspelen 1936 i Berlin hade hon en dispyt med sin guvernant vad som medförde att hon blev diskat från det amerikanska teamet. Enligt en annan version hittades hon medvetslös på grund av för mycket alkoholkonsumtion. Holm fick istället anställning hos en nyhetstjänst som rapporterade om spelen.
Året 1938 hade hon den kvinnliga huvudrollen i filmen Tarzan's Revenge. Tillsammans med sin första make, musikern Art Jarrett, hade hon flera framträdanden på scenen. Senare deltog hon i revyerna av hennes andra make Billy Rose.
Hon invaldes 1966 i International Swimming Hall of Fame.